# Sofiane Boufal
Sofiane Boufal (tiếng Ả Rập: سفيان بوفال; sinh ngày 17 tháng 9 năm 1993) là một cầu thủ bóng đá chuyên nghiệp hiện thi đấu ở vị trí tiền vệ cho câu lạc bộ Angers tại Ligue 1. Sinh ra ở Pháp, anh hiện chơi cho đội tuyển quốc gia Maroc.

## Thống kê sự nghiệp

### Câu lạc bộ
Tính đến ngày 23 tháng 10 năm 2022
| Club              | Season       | League         | League | League | National cup | National cup | League cup | League cup | Europe | Europe | Total | Total |
| Club              | Season       | Division       | Apps   | Goals  | Apps         | Goals        | Apps       | Goals      | Apps   | Goals  | Apps  | Goals |
| ----------------- | ------------ | -------------- | ------ | ------ | ------------ | ------------ | ---------- | ---------- | ------ | ------ | ----- | ----- |
| Angers B          | 2012–13      | CFA 2          | 22     | 5      | —            | —            | —          | —          | —      | —      | 22    | 5     |
| Angers B          | 2013–14      | CFA 2          | 7      | 0      | —            | —            | —          | —          | —      | —      | 7     | 0     |
| Angers B          | Total        | Total          | 29     | 5      | —            | —            | —          | —          | —      | —      | 29    | 5     |
| Angers            | 2012–13      | Ligue 2        | 2      | 0      | 1            | 0            | 0          | 0          | —      | —      | 3     | 0     |
| Angers            | 2013–14      | Ligue 2        | 28     | 0      | 4            | 0            | 0          | 0          | —      | —      | 32    | 0     |
| Angers            | 2014–15      | Ligue 2        | 16     | 4      | 1            | 0            | 2          | 0          | —      | —      | 19    | 4     |
| Angers            | Total        | Total          | 46     | 4      | 6            | 0            | 2          | 0          | —      | —      | 54    | 4     |
| Lille             | 2014–15      | Ligue 1        | 14     | 3      | 0            | 0            | 2          | 0          | —      | —      | 16    | 3     |
| Lille             | 2015–16      | Ligue 1        | 29     | 11     | 1            | 0            | 5          | 1          | —      | —      | 35    | 12    |
| Lille             | Total        | Total          | 43     | 14     | 1            | 0            | 7          | 1          | —      | —      | 51    | 15    |
| Southampton       | 2016–17      | Premier League | 24     | 1      | 0            | 0            | 3          | 1          | 2      | 0      | 29    | 2     |
| Southampton       | 2017–18      | Premier League | 26     | 2      | 3            | 0            | 1          | 0          | —      | —      | 30    | 2     |
| Southampton       | 2019–20      | Premier League | 20     | 0      | 3            | 1            | 2          | 0          | —      | —      | 25    | 1     |
| Southampton       | Total        | Total          | 70     | 3      | 6            | 1            | 6          | 1          | 2      | 0      | 84    | 5     |
| Celta Vigo (loan) | 2018–19      | La Liga        | 35     | 3      | 0            | 0            | —          | —          | —      | —      | 35    | 3     |
| Angers            | 2020–21      | Ligue 1        | 14     | 1      | 1            | 0            | —          | —          | —      | —      | 15    | 1     |
| Angers            | 2021–22      | Ligue 1        | 29     | 8      | 0            | 0            | —          | —          | —      | —      | 29    | 8     |
| Angers            | 2022–23      | Ligue 1        | 11     | 3      | 0            | 0            | —          | —          | —      | —      | 11    | 3     |
| Angers            | Total        | Total          | 54     | 12     | 1            | 0            | —          | —          | —      | —      | 55    | 12    |
| Career total      | Career total | Career total   | 278    | 41     | 14           | 1            | 15         | 2          | 2      | 0      | 309   | 44    |

1. ↑  Appearances in UEFA Europa League

### Quốc tế
Tính đến ngày 30 tháng 1 năm 2024
| Đội tuyển quốc gia | Năm  | Trận | Bàn |
| ------------------ | ---- | ---- | --- |
| Maroc              | 2016 | 3    | 0   |
| Maroc              | 2017 | 2    | 0   |
| Maroc              | 2018 | 3    | 0   |
| Maroc              | 2019 | 8    | 0   |
| Maroc              | 2020 | 0    | 0   |
| Maroc              | 2021 | 6    | 1   |
| Maroc              | 2022 | 17   | 5   |
| Maroc              | 2023 | 3    | 1   |
| Maroc              | 2024 | 4    | 1   |
| Tổng               | Tổng | 46   | 8   |

Bàn thắng và kết quả của Maroc được để trước.
| # | Ngày                 | Địa điểm                                            | Đối thủ      | Bàn thắng | Kết quả      | Giải đấu                      |
| - | -------------------- | --------------------------------------------------- | ------------ | --------- | ------------ | ----------------------------- |
| 1 | 12 tháng 10 năm 2021 | Sân vận động Hoàng tử Moulay Abdellah, Rabat, Maroc | Guinée       | 4–1       | 4–1          | Vòng loại FIFA World Cup 2022 |
| 2 | 10 tháng 1 năm 2022  | Sân vận động Ahmadou Ahidjo, Yaoundé, Cameroon      | Ghana        | 1–0       | 1–0          | CAN 2021                      |
| 3 | 18 tháng 1 năm 2022  | Sân vận động Ahmadou Ahidjo, Yaoundé, Cameroon      | Gabon        | 1–1       | 2–2          | CAN 2021                      |
| 4 | 30 tháng 1 năm 2022  | Sân vận động Ahmadou Ahidjo, Yaoundé, Cameroon      | Ai Cập       | 1–0       | 1–2 (s.h.p.) | CAN 2021                      |
| 5 | 23 tháng 9 năm 2022  | Sân vận động RCDE, Barcelona, Tây Ban Nha           | Chile        | 1–0       | 2–0          | Giao hữu                      |
| 6 | 17 tháng 11 năm 2022 | Sân vận động Sharjah, Sharjah, UAE                  | Gruzia       | 3–0       | 3–0          | Giao hữu                      |
| 7 | 25 tháng 3 năm 2023  | Sân vận động Ibn Batouta, Tangier, Maroc            | Brasil       | 1–0       | 2–1          | Giao hữu                      |
| 8 | 11 tháng 1 năm 2024  | Sân vận động Laurent Pokou, San-Pédro, Bờ Biển Ngà  | Sierra Leone | 2–1       | 3–1          | Giao hữu                      |